# فلیکس گروسشارتنر
فلیکس گروسشارتنر (آلمانی: Felix Großschartner؛ زادهٔ ۲۳ دسامبر ۱۹۹۳) دوچرخه‌سوار اهل اتریش است.
از باشگاه‌هایی که در آن رکاب زده‌است می‌توان به سی‌سی‌سی–اسپراندی–پولکوویتسه، تیم تینکوف، و بورا–هانسگروهه اشاره کرد.